# 마이크로소프트 코파일럿
마이크로소프트 코파일럿(Microsoft Copilot)은 마이크로소프트에서 개발한 대형 언어 모델 기반 챗봇이다. 2023년 2월 7일에 마이크로소프트 엣지의 내장 확장 기능으로 빙 챗(Bing Chat)으로 출시되었으며 코타나의 간접적인 후속 제품이다. 2023년에 걸쳐 마이크로소프트는 다양한 챗봇 제품 전반에 걸쳐 코파일럿 브랜드를 통합하기 시작했다.
코파일럿의 대화 인터페이스 스타일은 ChatGPT와 유사하다. 출처를 인용하고, 시와 노래를 만들 수 있으며, 다양한 언어와 심지어 특정 방언까지 이해하고 의사소통할 수 있다.
마이크로소프트는 빌드 2023 컨퍼런스에서 코파일럿을 윈도우 11에 통합하여 사용자가 작업 표시줄을 통해 직접 액세스할 수 있도록 한다는 계획을 발표했다.

## 같이 보기
- 마이크로소프트 코타나
- 깃허브 코파일럿